# Saichania
Saichania là một chi khủng long ăn cỏ thuộc họ Ankylosauridae từ kỷ Creta muộn ở Mông Cổ và Trung Quốc.
Hóa thạch đầu tiên của Saichania được tìm thấy vào đầu những năm 70 của thế kỉ XX ở Mông Cổ. Năm 1977, một loài của chi này được đặt tên chính thức, đó là Saichania chulsanensis. Mô tả khoa học về loài này được dựa trên số lượng hóa thạch rất hạn chế.
Saichania dài năm mét và nặng hơn hai tấn. Nó có một cơ thể mạnh mẽ hơn những thành viên khác cũng thuộc họ Ankylosauridae (giáp long đuôi chùy). Các đốt sống cổ, xương vai, xương sườn và xương ức đã được hợp nhất và kết nối lại với nhau rất chắc chắn. Hình dáng bên ngoài của chúng phẳng và thấp, đứng và di chuyển trên bốn chân ngắn. Các chi trước rất mạnh mẽ. Đầu được bảo vệ bởi một lớp giáp và những cái gai rất nhọn. Chúng có thể tự vệ trước những kẻ săn mồi to lớn hơn mình với một cái chùy cứng ở đuôi.

## Khám phá và tên gọi
Vào năm 1970 và 1971, một đoàn thám hiểm gồm những người Ba Lan và Mông Cổ đã tìm thấy hóa thạch của chúng trên sa mạc Gobi gần Chulsan (hay Khulsan), Mông Cổ.
Loài điển hình Saichania chulsanensis đã được đặt tên và được mô tả khoa học bởi nhà cổ sinh vật học người Ba Lan Teresa Maryańska vào năm 1977. Tên Saichania có nghĩa là ''đẹp'' vì bộ xương của chúng được bảo quản trong tình trạng rất tốt.
Mẫu định danh của Saichania chulsanensis là mẫu GI SPS 100/151, đã được tìm thấy trong hệ tầng Barun Goyot, có niên đại khoảng 73 000 000 tuổi. Các mẫu vật được giới thiệu gồm có mẫu ZPAL MgD-I/114 – một mảnh vỡ của hộp sọ và bộ giáp không được mô tả. Còn lại là mẫu của Viện Cổ sinh vật học, Viện Hàn lâm Khoa học Nga – 3142/251 với một bộ xương gần như hoàn chỉnh và hộp sọ.
Sau đó, mẫu MPC 100/1305 cũng được giới thiệu và mô tả rộng rãi vào năm 2011. Tuy nhiên, vào năm 2014, Victoria Megan Arbor đã kết luận rằng các mô tả mới này đã bị nhầm lẫn với bộ xương và hộp sọ của mẫu GI SPS 100/151 trước đó. Bà cho rằng phần còn lại của hóa thạch thuộc về một chi khủng long bọc giáp khác, có thể là Pinacosaurus. Ngoài ra, Arbor đã tham khảo mã của PIN (Viện Cổ sinh vật học, Viện Hàn lâm Khoa học Nga) – 3142/250 và thêm một hộp sọ trước đây được xem như một mẫu vật của Tarchia vào bộ sưu tập các mẫu vật của Saichania. Điều này có nghĩa là Saichania trước đây được cho là chỉ xuất hiện trong hệ tầng Barun Goyot tại Khulsan, nay còn được biết đến từ hệ tầng Nemegt tại Khermeen Tsav. Chúng sẽ là chi thuộc họ Ankylosauridae duy nhất chắc chắn được tìm thấy từ Nemegt. Arbor cũng coi các chi Tianzhenosaurus youngi bởi Pang & Cheng năm 1998 và chi Shanxia tianzhenensis bởi Barrett, You, Upecl & Burton cũng vào năm 1998 là những danh pháp đồng nghĩa của Saichania. Việc giới thiệu mã PIN 3142/250 của Saichania đã được tranh luận bởi Penkalski & Tumanova – đã coi mẫu vật này có thể là một loài Tarchia mới, Tarchia teresae.